# Albrecht Wellmer
Albrecht Wellmer (Bergkirchen, Lippe, Alemania; 9 de julio de 1933-Berlín, 13 de septiembre de 2018) fue un filósofo alemán.

## Biografía
Wellmer terminó sus estudios en 1953 en el Instituto de secundaria (Gymnasium) de Minden. Continuó estudios de matemáticas y física (ocasionalmente de música) en Berlín y Kiel (1954-1961) y realizó en 1961 el examen de estado (Staatsexamen) en matemáticas y física en la universidad de Kiel. 
Desde 1961 a 1966 estudió filosofía y sociología en Heidelberg y Frankfurt logrando el doctorado en (filosofía) en 1966, en la misma Universidad de Frankfort con la tesis Metodología como teoría del conocimiento. La ciencia en Karl Popper (Methodologie als Erkenntnistheorie. Zur Wissenschaftslehre Karl Popper's).
Durante los años 1966-1970 fue ayudante y colaborador de Jürgen Habermas en el seminario de filosofía de la Universidad de Frankfort. En 1971 consiguió la habilitación en (filosofía) para la misma universidad con el trabajo Explicación y causalidad. Críticas de los modelos de Hempel-Oppenheim de la Explicación (Erklärung und Kausalität. Kritik des Hempel-Oppenheim-Modells der Erklärung).
Albrecht Wellmer trabajó como profesor adjunto en el Instituto para el Estudio de la Educación de Ontario (Institute for Studies in Education -University of Toronto-) durante el período 1970-1972) y en la Nueva escuela para la investigación social (New School for Social Research) en Nueva York (1972-1975). Durante el período de 1973-1974 también compaginó su trabajo con el desarrollado en el Instituto Max Planck (Max-Planck-Institut) relativo a las condiciones del mundo científico-tecnológico.
Desde 1974 a 1990 Albrecht Wellmer fue profesor de filosofía en la Universidad de Constanza, a partir 1985 y hasta 1987 volvió a ser profesor de la Nueva escuela para la Investigación social (New School for Social Research) de Nueva York. Desde 1990 es profesor de filosofía (en la Cátedra de Estética, Hermenéutica y Ciencias Humanas) en la Universidad Libre de Berlín (Freien Universität Berlin); donde es profesor emérito desde septiembre de 2001.
Fue profesor visitante en las Universidades de Haverford (EE. UU.), Stony Brooke (EE. UU.), Collège International de Philosophie (París, 1988), New School of Social Research (Nueva York, 1995) y la Universidad de Ámsterdam (1996).

## Premios
- 2006 - Premio Theodor W. Adorno

## Obra
- 1985 - Zur Dialektik von Moderne und Postmoderne: Vernunftkritik nach Adorno ISBN 3-518-28132-1
  - Sobre la dialéctica de modernidad y postmodernidad: La crítica de la razón después de adorno, (trad.) José Luis Arántegui, Visor, 1993 ISBN 84-7774-559-5, ISBN 978-84-7774-559-4
- 1986 - Ethik und Dialog ISBN 3-518-28178-X
  - Ética y diálogo: elementos del juicio moral en Kant y en la ética del discurso Anthropos, 1994
- 1993 - Endspiele: Die unversöhnliche Moderne ISBN 3-518-28695-1
  - Finales de partida: la modernidad irreconciliable, (trad.) Manuel Jiménez Redondo, Universitat de València, 1996, ISBN 84-376-1439-2, ISBN 978-84-376-1439-7 Texto incompleto en Google books -en español-
- 2004 - Sprachphilosophie ISBN 3-518-29292-7
- 2007 - Wie Worte Sinn machen ISBN 978-3-518-29452-9